# Isländische Badmintonmeisterschaft 2020
Die Isländische Badmintonmeisterschaft 2020 fand vom 11. bis zum 13. September 2020 in Hafnarfjörður statt. Es war die 72. Auflage der nationalen Titelkämpfe von Island im Badminton.

## Medaillengewinner
| Disziplin    | Gold                                            | Silber                                            | Bronze                                             |
| ------------ | ----------------------------------------------- | ------------------------------------------------- | -------------------------------------------------- |
| Herreneinzel | Kári Gunnarsson                                 | Róbert Ingi Huldarsson                            | Jónas Baldursson                                   |
| Herreneinzel | Kári Gunnarsson                                 | Róbert Ingi Huldarsson                            | Andri Broddason                                    |
| Dameneinzel  | Margrét Jóhannsdóttir                           | Sigríður Árnadóttir                               | Júlíana Karitas Jóhannsdóttir                      |
| Dameneinzel  | Margrét Jóhannsdóttir                           | Sigríður Árnadóttir                               | Sólrún Anna Ingvarsdóttir                          |
| Herrendoppel | Davíð Bjarni Björnsson Kristófer Darri Finnsson | Daníel Jóhannesson Jónas Baldursson               | Daníel Thomsen Kári Gunnarsson                     |
| Herrendoppel | Davíð Bjarni Björnsson Kristófer Darri Finnsson | Daníel Jóhannesson Jónas Baldursson               | Eiður Ísak Broddason Róbert Þór Henn               |
| Damendoppel  | Margrét Jóhannsdóttir Sigríður Árnadóttir       | Drífa Harðardóttir Erla Björg Hafsteinsdóttir     | Lilja Bu Ragnheiður Birna Ragnarsdóttir            |
| Damendoppel  | Margrét Jóhannsdóttir Sigríður Árnadóttir       | Drífa Harðardóttir Erla Björg Hafsteinsdóttir     | Sólrún Anna Ingvarsdóttir Una Hrund Örvar          |
| Mixed        | Kristófer Darri Finnsson Drífa Harðardóttir     | Davíð Bjarni Björnsson Erla Björg Hafsteinsdóttir | Daníel Jóhannesson Sigríður Árnadóttir             |
| Mixed        | Kristófer Darri Finnsson Drífa Harðardóttir     | Davíð Bjarni Björnsson Erla Björg Hafsteinsdóttir | Sigurður Eðvarð Ólafsson Sólrún Anna Ingvarsdóttir |